# Cirrus fibratus
Il cirrus fibratus (abbreviazione Ci fib) è una nube appartenente al genere dei Cirri, formata da sottili filamenti bianchi, lineari o leggermente curvi, che non terminano con ciuffi o "ganci". Quest'ultima caratteristica li distingue dai Cirrus uncinus. I filamenti possono essere isolati o raggruppati (il più delle volte distinti gli uni dagli altri). Qualora siano ben distanti tra loro, disposti parallelamente e apparentemente convergenti verso un punto dell'orizzonte, la nube si presenta nella varietà cosiddetta radiatus (Cirrus fibratus radiatus, abbreviazione Ci fib ra).
Questa nube si trova nell'alta troposfera, tra 3 km e 8 km nelle regioni equatoriali, 5 km-13 km nelle regioni temperate e 6 km-18 km in quelle polari.
La specie Fibratus appartiene, oltre ai Cirri, solo al genere dei Cirrostrati.